# Robert Mulligan

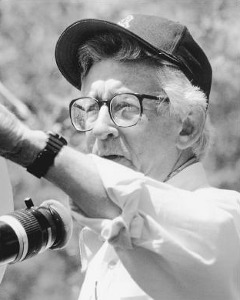
Robert Mulligan 1990 am Filmset seines letzten Filmes Der Mann im Mond

Robert Mulligan (* 23. August 1925 in New York City; † 20. Dezember 2008 in Lyme, Connecticut) war ein US-amerikanischer Filmregisseur. Er galt als Spezialist für gefühlvoll inszenierte Filmdramen, sein bekanntester Film Wer die Nachtigall stört (1962) gilt als Klassiker des amerikanischen Kinos.

## Leben
Mulligan wurde als Sohn eines Polizisten in der New Yorker Bronx geboren und wuchs dort auf. Er wollte zunächst Priester werden, studierte dann aber Fernmeldetechnik an der Fordham University. Im Zweiten Weltkrieg war er als Funker bei den US-Marines. Nach dem Krieg war er kurzzeitig in der Redaktion der New York Times beschäftigt, wechselte dann zu CBS und stieg vom Botenjungen zum Produktionsdirektor von Fernsehserien wie Suspense (1949–1954) und Playhouse 90 (1956–1961) auf. Er inszenierte auch selbst einige Fernsehdramen und wurde zu einem renommierten Fernsehregisseur. Filmhistorisch zählte er zu einer Reihe von Filmemachern wie Sidney Lumet oder John Frankenheimer, die nach ihrem Durchbruch beim frühen Fernsehen zu Regisseuren bei Hollywood-Filmen aufstiegen.
1957 inszenierte er seinen ersten Kinofilm Fear Strikes Out (Die Nacht kennt keine Schatten), eine Sportlerbiografie über den bipolaren Baseballer Jimmy Piersall mit Anthony Perkins in der Hauptrolle. Dieser Film bildete zugleich seine erste Zusammenarbeit mit dem Filmproduzenten Alan J. Pakula, mit dem er in den folgenden Jahren eine künstlerische Partnerschaft aufbaute. 1962 gründeten sie die „Pakula-Mulligan Productions“, deren erste Produktion, To Kill a Mockingbird (Wer die Nachtigall stört) mit Gregory Peck, gleich zum Volltreffer wurde. Die Literaturverfilmung wurde für acht Oscars nominiert (darunter Mulligan als bester Regisseur) und erhielt drei Auszeichnungen (darunter Peck als bester Hauptdarsteller). Mulligans Filme in den 1960er-Jahren waren in erster Linie gefühlsbetonte Charakterstudien, darunter zwei Arbeiten mit Steve McQueen, nämlich Verliebt in einen Fremden (1963) und Die Lady und der Tramp (1965). Einen für ihn seltenen Ausflug ins Komödiengenre machte er 1961 mit der romantischen Komödie Happy End im September mit Rock Hudson, mit Hudson drehte er im nachfolgenden Jahr auch das Abenteuerdrama Am schwarzen Fluß.
1969 trennte sich Mulligan von Pakula und drehte fortan Filme der unterschiedlichsten Genres. Einen großen Erfolg landete er 1971 mit dem melancholischen Drama Sommer ’42, das bei einem Produktionsbudget von nur rund einer Million US-Dollar zu einem der erfolgreichsten Filme des Jahres wurde und dessen Filmmusik von Michel Legrand den Oscar gewann. 1972 folgte der psychologisch angelegte Horrorschocker The Other, 1974 der Thriller The Nickel Ride, und 1978 die filmische Adaptation des Bühnenstücks Nächstes Jahr, selbe Zeit. In späteren Jahren konnte Mulligan, dessen Alkoholprobleme und Streitigkeiten mit Studiobossen seine Karriere beeinträchtigten, nur noch in größeren Zeitabständen Filme verwirklichen. Mulligans letzter Film war der 1991 produzierte Film Der Mann im Mond mit Sam Waterston und der damals 14-jährigen, von Mulligan entdeckten Reese Witherspoon in ihrem Filmdebüt. Der Mann im Mond über das Thema der Ersten Liebe war zwar an den Kinokassen kein Erfolg, erhielt aber viel Kritikerlob und Roger Ebert lobte ihn gar als den besten Film in Mulligans Karriere.
Robert Mulligan führte zwischen 1957 und 1991 bei insgesamt 20 Kinofilmen die Regie, bei drei von diesen fungierte er zusätzlich als Produzent. Als Spezialität von Mulligan galten melancholische und sensible Dramen. Besonders oft inszenierte er Coming-of-Age-Geschichten über die Höhen und Tiefen von Kindern und Jugendlichen, wie er auch selbst in einem Interview im Jahr 1991 bekannte. 1991 bezeichnete ihn Jonathan Rosenbaum als einen der letzten Filmemacher, der anknüpfend an das alte Hollywood-Kino einen klassischen Inszenierungsstil pflege. Er sei ein Meister flüssiger Kamerabewegungen und präzise gewählter Kamerawinkel, die einen dramatischen Raum für seine Figuren schaffen würden. Er sei noch unterschätzt und zu wenig gewürdigt. Roger Ebert bezeichnete zwar die Qualität des Werkes von Mulligan als „uneben“, doch sei er stets ein „ernstzunehmender und aufrichtiger Künstler“ geblieben.
Sein Bruder Richard Mulligan (1932–2000) war als Schauspieler im Filmgeschäft tätig. Robert Mulligan starb 2008 im Alter von 83 Jahren an einer Herzerkrankung. Er hinterließ seine zweite Ehefrau Sandy, mit der er seit 1971 verheiratet war, und drei Kinder aus seiner ersten Ehe.

## Filmografie
Kinofilme alle aufgeführt. Seine Regiearbeiten bei Fernsehproduktionen in den 1950er-Jahren sind nicht aufgeführt. Zusätzliche Arbeiten am Film neben der Regie in Klammern aufgeführt.
- 1957: Die Nacht kennt keine Schatten (Fear Strikes Out)
- 1960: Zwei in einem Zimmer (The Rat Race)
- 1961: Ein charmanter Hochstapler (The Great Impostor)
- 1961: Happy End im September (Come September)
- 1962: Am schwarzen Fluß (The Spiral Road)
- 1962: Wer die Nachtigall stört (To Kill a Mockingbird)
- 1963: Verliebt in einen Fremden (Love with a Proper Stranger)
- 1965: Die Lady und der Tramp (Baby, the Rain Must Fall)
- 1965: Verdammte, süße Welt (Inside Daisy Clover)
- 1967: Gegen den Strom die Treppe hinauf (Up the Down Staircase)
- 1968: Der große Schweiger (The Stalking Moon)
- 1969: Fünf Finger geben eine Faust (The Pursuit of Happiness)
- 1970: Sommer ’42 (Summer of 42) (auch Sprechrolle als Erzähler)
- 1972: The Other (auch Produzent)
- 1974: The Nickel Ride (auch Produzent)
- 1978: Heißes Blut (Bloodbrothers)
- 1978: Nächstes Jahr, selbe Zeit (Same Time, Next Year)
- 1982: Liebesgrüße aus dem Jenseits (Kiss Me Goodbye) (auch Produzent)
- 1988: Claras Geheimnis (Clara’s Heart)
- 1991: Der Mann im Mond (The Man in the Moon)